# Grzmiąca Góra
Grzmiąca Góra – wzniesienie o wysokości 144.2 m n.p.m. na Pojezierzu Kaszubskim, położone w woj. pomorskim, w powiecie wejherowskim, na obszarze gminy Łęczyce.
Obecnie wzniesienie nie jest oznaczane nazwą tylko wysokością. Przed wojną na mapach wojskowych polskich i niemieckich oraz niemieckich wydanych w USA po wojnie, wzniesienie oznaczane jest nazwą Krächenberg gdzie najbardziej zbliżonym tłumaczeniem jest "Grzmiąca Góra".
Wzniesienie znajduje się około 2 km na południe od Rozłazina i około 1 km na północny zachód od Nawcza.